# Powiat krotoszyński
Powiat krotoszyński – powiat w Polsce (województwo wielkopolskie), utworzony w 1999 roku w ramach reformy administracyjnej. Jego siedzibą jest miasto Krotoszyn.
Pod nazwą powiat krotoszyński funkcjonowała również jednostka administracyjna m.in. w okresie I Rzeczypospolitej (1791–1793), w czasie zaboru pruskiego (powiat Krotoszyn, 1793–1919), II Rzeczypospolitej (1919–1939) oraz w latach Polski Ludowej (1945–1975).
W skład powiatu wchodzą:
- gminy miejskie: Sulmierzyce
- gminy miejsko-wiejskie: Kobylin, Koźmin Wielkopolski, Krotoszyn, Zduny
- gminy wiejskie: Rozdrażew
- miasta: Sulmierzyce, Kobylin, Koźmin Wielkopolski, Krotoszyn, Zduny

Według danych z 31 grudnia 2019 roku powiat zamieszkiwały 77 274 osoby. Natomiast według danych z 30 czerwca 2020 roku powiat zamieszkiwały 77 182 osoby.

## Polityka
- Jan Krykiewicz (1928-)[5]

- Stanisław Ratajski 1999-2002
- Leszek Kulka 2002-2014
- Stanisław Szczotka 2014-2024
- Paweł Radojewski 2024-nadal

## Demografia

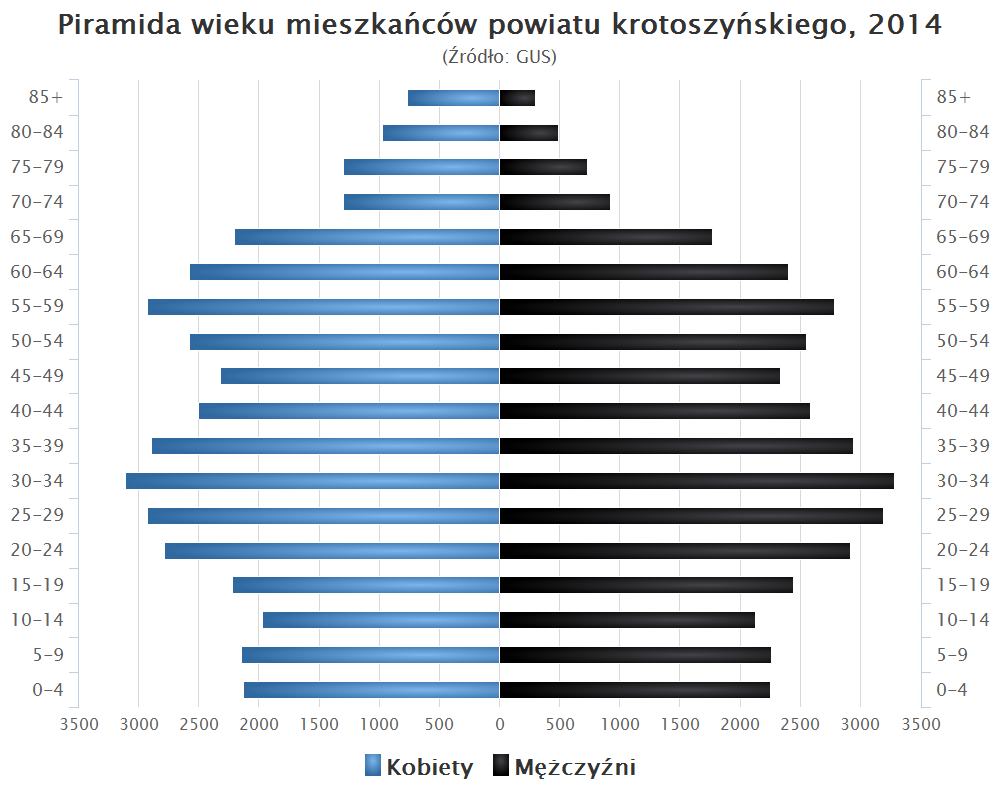
Piramida wieku mieszkańców powiatu krotoszyńskiego w 2014 roku

Liczba ludności (dane z 30 czerwca 2005):
|        | Ogółem | Ogółem | Kobiety | Kobiety | Mężczyźni | Mężczyźni |
| osób   | %      | osób   | %       | osób    | %         |           |
| ------ | ------ | ------ | ------- | ------- | --------- | --------- |
| Ogółem | 76 959 | 100    | 39 299  | 51,06   | 37 660    | 48,94     |
| Miasto | 46 353 | 60,23  | 24 004  | 31,19   | 22 349    | 29,04     |
| Wieś   | 30 606 | 39,77  | 15 295  | 19,87   | 15 311    | 19,90     |

▶Wieś vs ▶miasto
Ogółem (▶k, ▶m)
Miasto (▶k, ▶m)
Wieś (▶k, ▶m)

## Gospodarka
W końcu września 2019 liczba zarejestrowanych bezrobotnych w powiecie krotoszyńskim obejmowała ok. 1 tys. mieszkańców, co stanowi stopę bezrobocia na poziomie 2,8% do aktywnych zawodowo.

## Sąsiednie powiaty
- rawicki
- gostyński
- jarociński
- pleszewski
- ostrowski
- milicki (dolnośląskie)